# 飯田怜
飯田 怜（いいだ れい、1999年 - ）は日本の元陸上競技選手。

## 経歴
熊本県上益城郡甲佐町出身。小さい頃から走ることが得意で小学校ではバスケットボールをしていたが6年生で甲佐町ロードレース大会で優勝したことで甲佐町立甲佐中学校では陸上部に所属、3年生で熊本県中学校体育連盟陸上競技大会800メートル走で3位入賞、ルーテル学院高等学校では寮生活を送り、主将として3年生の時に学校初の全国高等学校駅伝競走大会出場を果たす。熊本県高校総体陸上1500メートル競走で4位入賞、南九州大会で決勝進出。2018年に岩谷産業入社、陸上競技部に所属。

## 2018年プリンセス駅伝出場時のアクシデント
2018年10月21日開催の第4回プリンセス駅伝in宗像・福津で2区にエントリーしたが、第2中継所まで約250メートルの地点で転倒、それでも審判員に残りの距離を聞き、白線上を進む冷静さを見せ、倒れたり立ったり這いつくばったり流血しながらも、たすきリレーを行ったことで物議を醸した。レース後に右脛骨骨折で全治3-4か月と診断され、福岡県内の病院に入院した。この時点でチームは最下位になったが、後続者が何人か抜いたため、最終結果としてチームは最下位を免れている。
なお、この時たすきを引き継いだ第1中継所で1区の走者が既に走り終えていたにも拘らず、飯田はリレーゾーンに出ていなかった。第1中継所、岩谷産業は3番手で入線したが、混戦であった為、何人かに抜かれた後に慌ててスタートした。
岩谷産業陸上競技部監督の廣瀬永和は監督室でライブ映像を見て大会運営側に棄権を申し出るも連絡が上手くいかず一旦差し戻され、伝わったのは中継所まで15メートルの場所だったため運営側も見守ってしまったと聞かされ、廣瀬は「あの状況をみたら、どの指導者でも止める」とした。審判員の1人は声をかけたが本人の続ける意志が強く躊躇ったと話した。飯田のそばにいた審判とみられる男性の「あと70メートル!俺は行かせてやりたい。気持ちは!!」との声もテレビ中継で流れている。日本陸上競技連盟の駅伝競走規準では競技者が続行不能となった場合は審判長や医師の判断で棄権させられることが明記されているが、必ず従う必要はなく目安であり、現場の判断によっている。
この大会では3区を走った岡本春美が脱水症状で棄権している。この時は彼女の後ろに審判長の車がついていたことで判断ができたが、飯田の場合は車が先行して即断できなかった。

### 反応
このたすきリレーに「感動した」「止めるべき」など賛否両論があった。
- 岩谷産業の広報は、「うまく伝わっていなかったのか、選手の意思を尊重したのか分からないが非常に遺憾」とした[12]。
- 廣瀬は、飯田の怪我の診断後に200メートルも引きずりながら動いてどんな影響が出るのか、復帰できるのか現時点では不明で、アスリートファーストの観点から考えると美談とすることはちょっと違うのではないかと述べた[4]。
- たすきを受け取った3区の今田麻里絵は、当時は止めに入ろうとも思ったが勝手なことはできない心境で、自分が過去に何度も骨折した経験からやはり止めに入ればよかったのかもしれないと後悔、後ろ指を指されるかもしれず外出もしたくない気持ちになり[13]、たすきを受け取ってから泣きながら走ったため自分のレース中のことはあまり覚えていないものの、大会後に練習に身が入らないこともあったが元気に明るく振舞う飯田を見てこんなところで躓いていてはいけないと気持ちを切り替えた[14]。
- 有森裕子は、自分が現役時代に同じ状況に置かれても同じ行動はとっただろう多くのマラソン選手も同じ思いだろうと考え、マラソンなら棄権を申し出たとしても駅伝はチーム戦であるためチームメンバーとしてたすきをつなごうとすることは当然の話で第三者が良し悪しを決めるべきではないが、実況で飯田の様子を興奮気味に伝えたことを挙げて、それによって子供や指導者が怪我をしてもたすきリレー第一になってはいけない美談ではなく、廣瀬がそれに言及したことも救いだったとする[15]。
- テレビ中継の解説を担当した増田明美は、大会関係者が止めるわけにはいかず、飯田が続けたい意思を示していたため彼女に寄り添う姿勢が必要だったとしたほか、監督や選手の意向に関わらずレースを止めるルールを示すガイドラインの必要性を挙げた[2]。
- 玉木正之は、過度な勝ち負けへのこだわりを抑えるためにも運営側で止めるべきで「命のたすき」などと美談にすべきではなく、当時の詳細な関係者の対応の検証をするべきと提言[2]、あと少しだからと続けさせた審判の判断は越権行為ではないか、これを機に審判で棄権の判断ができる基準を作るべきだと訴えた[7]。
- 原晋は、選手の近くに監督がいる大会ではなく全体距離が短いことから、この手のトラブルは想定されていないため結果に対してはやむなしとした一方で、残り距離がまだ長く、レースが成り立っていないため自分なら止めたと述べつつ [16]、チームや寮での生活で家族のように過ごすチームメイトが待っている状況に対する飯田の心中を推察し、一人で背負わないで欲しいと慮った[3][17]。感想としては、駅伝の光と影を見た思い[3]、自分だけでなく多くの指導者なら止めに入ろうとするだろうとコメントした。また、あの場面で選手を止めるべきか行かせるべきかに関しては、白黒つけられないのが駅伝であるともした[18]。
- 箱根駅伝出場経験があるスポーツライターの酒井政人は、廣瀬の心情も理解出来るとしつつ、今回は審判の判断は妥当で、棄権させていたらそれはそれで大騒動になって飯田も体以上の傷を負ったかもしれないと考え、審判への批判も強いがガイドラインを定めることで選手を守ることもできるとした[19]。
- 日刊スポーツ記者の益田一弘は、ボクシング選手がグロッキーになりこれ以上無理だとセコンドが棄権を申し出ても審判が選手がまだファイティングポーズとっていたり意識がしっかりしているからと続行させることはなく、現場責任者が棄権を申し出た以上は「まだいける」「あと少し」など審判の主観は不必要で続けると選手生命に関わってしまい、主観を狭めずすぐ止めることを組織として徹底すべきと指摘した[20]。
- 大学時代に駅伝選手だった和田正人は、マラソンや駅伝はショーや見世物ではなく戦いでありレースで、苦しい練習や選手の悩みを間近で知っている人たちには軽はずみに批判できず、選手はなぜ走り続けるのか、答えはそこにしかなく、飯田の行動に理解を示して陸上関係者以外がたすきリレーの是非をとやかく言うのはただの無責任だとした[21]。
- 小林至は、ネット中心にすぐ賛否両論が巻き起こったのは健全なことで、テレビや新聞など既存メディアが高校野球での投球過多問題などこの手の話を美談に仕立てるばかりで「やめさせるべき」という否定的な声が反映されにくく、インターネットでは問題も多いが既存メディアが公にしない情報や意見を率先して明らかにするネット社会の一面を評価した[22]。

### その後
日本実業団陸上競技連合会長の西川晃一郎はこれを受けて「今まで以上に選手の安全を第一に考えた大会運営を実施する。レース中の連絡方法などを検証し改善策を講じる」とコメントを発表した。同専務理事の友永義治はレース中の早急な監督との連絡体制の構築の必要性の課題を挙げ、廣瀬の棄権の申し出が一旦差し戻されたことを含めて検討するべきと思うとした。
飯田は10月末に京都府内で手術を受けて1か月ほど入院後、リハビリを開始した。約3年を経て復帰、2021年のプリンセス駅伝で再び2区を走った。その後2022年になり岩谷産業陸上部の選手紹介欄から飯田の名前が削除された。
11月24日に仙台市で行われた全日本実業団対抗女子駅伝競走大会監督会議で選手が続行の意志を示していても審判の判断で棄権させられることが明文化され、確認が行われた。
そうしたことがあった中、11月25日に行われた大会で、奇しくも競技中の選手の負傷が発生（九電工3区・加藤）。この時は現場の審判員の報告とチーム監督との連絡が適切に取られ、足を引きずる選手の走行を審判員が中止させた。